# Fibrotórax
El fibrotórax es una afección médica caracterizada por una cicatrización severa (fibrosis) y la fusión de las capas de la cavidad pleural que rodean los pulmones, lo que resulta en una disminución del movimiento del pulmón y la caja torácica. El síntoma principal es la disnea o dificultad para respirar. Además, puede haber acumulaciones recurrentes de líquido alrededor de los pulmones (derrame pleural). Esta condición puede presentarse como complicación de diversas enfermedades, como infecciones del cavidad pleural (empiema) o hemorragias en dicho espacio (hemotórax).
La fibrosis pleural puede inducirse intencionadamente mediante una técnica conocida como pleurodesis, utilizada para prevenir colapsos pulmonares recurrentes (neumotórax) o derrames pleurales persistentes. Aunque este procedimiento suele generar una fibrosis limitada, en casos excepcionales puede evolucionar hacia un fibrotórax. El diagnóstico se realiza principalmente mediante radiografía de tórax o tomografía computarizada, siendo esta última más efectiva para detectar casos leves. El tratamiento suele ser conservador con espera vigilada, aunque en ocasiones requiere cirugía. El pronóstico es generalmente favorable siempre que no exista fibrosis pulmonar subyacente ni complicaciones posquirúrgicas. La enfermedad es muy poco común.

## Signos y síntomas

### Signos
Entre los signos observados durante el examen físico se incluyen la reducción del movimiento de la caja torácica al respirar, disminución de los sonidos respiratorios en el lado afectado y una sensación de opacidad al presionar el tórax. En algunos casos, se puede presentar dolor torácico agudo al respirar profundamente o toser. En situaciones graves, el fibrotórax puede provocar insuficiencia respiratoria debido a una ventilación inadecuada, lo que genera niveles elevados de dióxido de carbono en la sangre (hipercapnia).

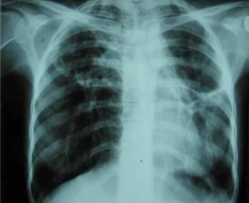
Radiografía de tórax que muestra fibrosis bilateral y engrosamiento pleural en una infección por micobacterias no tuberculosas.

### Síntomas
El fibrotórax solo produce síntomas si la pleura visceral está afectada. Aunque puede ser asintomático, los pacientes suelen reportar disnea, que tiende a desarrollarse de manera gradual y puede empeorar con el tiempo. También pueden presentarse derrames pleurales recurrentes y persistentes, causados por la cavidad formada por el endurecimiento de la pleura alrededor de la acumulación inicial de líquido. Otros síntomas menos frecuentes incluyen molestias torácicas o tos seca. El fibrotórax puede surgir como complicación de otras enfermedades, y en tales casos, se pueden observar síntomas de la afección subyacente, como fiebre en el caso de un empiema.

## Causas
El fibrotórax suele ser una complicación de enfermedades que provocan inflamación de la pleura, como infecciones (empiema o tuberculosis) o hemorragias en el cavidad pleural (hemotórax). La exposición a ciertas sustancias, como el asbesto, puede causar fibrosis pulmonar generalizada que afecte la pleura y derive en fibrotórax. Entre las causas menos comunes se encuentran enfermedades del colágeno vascular (lupus eritematoso sistémico, sarcoidosis, artritis reumatoide), insuficiencia renal que conduce a uremia, y efectos secundarios de ciertos medicamentos. Los fármacos más asociados con la fibrosis pleural son los alcaloides del ergot (bromocriptina, pergolida y metisergida). En algunos casos, no se identifica una causa clara, denominándose entonces fibrotórax idiopático.
La técnica de pleurodesis puede emplearse para crear tejido cicatricial en el cavidad pleural de forma intencionada, generalmente como tratamiento para neumotórax recurrentes o derrames pleurales relacionados con cáncer. Aunque suele generar cicatrices limitadas, en raras ocasiones puede derivar en fibrotórax.

## Mecanismo
La fibrosis puede afectar una o ambas capas de la pleura: la pleura visceral adyacente al pulmón y la pleura parietal adyacente a la caja torácica. El término fibrotórax implica una fibrosis severa que afecta a ambas capas de la pleura fusionando el pulmón a la pared torácica. La afección comienza con un derrame pleural no drenado que, con el tiempo, provoca inflamación sostenida de la pleura. Esto lleva a la deposición de fibrina y la formación de una cicatriz fibrosa. Eventualmente, se desarrolla una corteza rica en colágeno alrededor de la acumulación de líquido, impidiendo su tratamiento con toracocentesis, ya que el líquido reaparece en la cavidad mantenida por esta corteza.
Con el paso de los años, el tejido cicatricial se contrae y engrosa, contrayendo el contenido de una o ambas mitades del tórax, reduciendo la movilidad de las costillas y comprimiendo el pulmón (pulmón atrapado), lo que lo hace susceptible al colapso y causa disnea.. La corteza puede alcanzar los 2 cm de grosor. La enfermedad pulmonar restrictiva por fibrotórax ocurre cuando la fibrosis es tan severa que afecta el diafragma y la caja torácica, principalmente por la disminución del movimiento costal.

### Microscópico
A nivel microscópico, las fibras de colágeno se depositan en un patrón entrecruzado, formando tejido cicatricial. Aunque la inflamación intensa de la pleura se debe a una condición subyacente, los mecanismos exactos que conducen a la fibrosis no están completamente claros. Sin embargo, investigaciones señalan que la proteína factor de crecimiento transformante beta (TGF-β) desempeña un papel central en el desarrollo del fibrotórax. Anticuerpos anti-TGF-β han mostrado prevenir el fibrotórax en modelos animales con empiema.

## Diagnóstico
El diagnóstico del fibrotórax suele basarse en una historia clínica adecuada combinada con técnicas de imagen como la radiografía de tórax o la tomografía computarizada. Estas herramientas detectan el engrosamiento pleural y la fibrosis alrededor de los pulmones. La presencia de una corteza engrosada, con o sin calcificación, es una característica común en las imágenes. Las tomografías computarizadas diferencian mejor si el engrosamiento se debe a depósitos de grasa o a fibrosis verdadera.
En casos graves, el pulmón afectado puede perder volumen y el mediastino puede desplazarse hacia el lado afectado. Una reducción del tamaño de un lado del tórax en las imágenes sugiere cicatrización crónica. Los signos de la enfermedad subyacente que causa el fibrotórax también se observan ocasionalmente en la radiografía. Las pruebas de función pulmonar suelen mostrar hallazgos compatibles con una enfermedad pulmonar restrictiva.

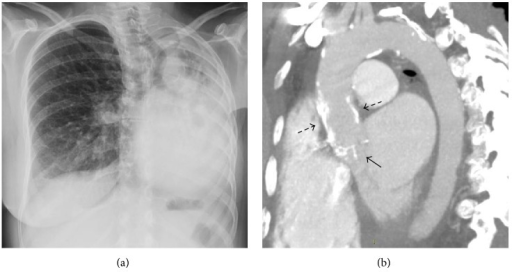
Fibrotórax extenso en el lado izquierdo.
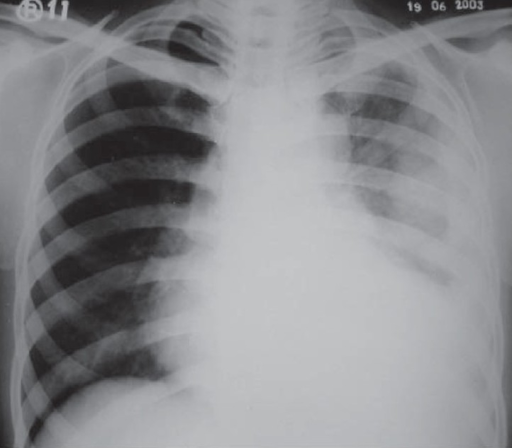
Radiografía de tórax que muestra opacidad heterogénea en la mitad izquierda del tórax por fibrotórax.
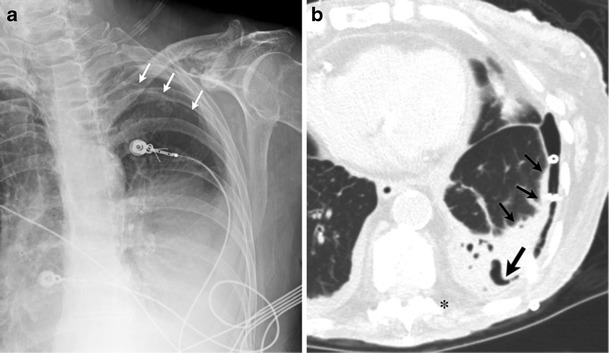
Radiografía de tórax (izquierda) y tomografía computarizada (derecha) que muestran fibrotórax.
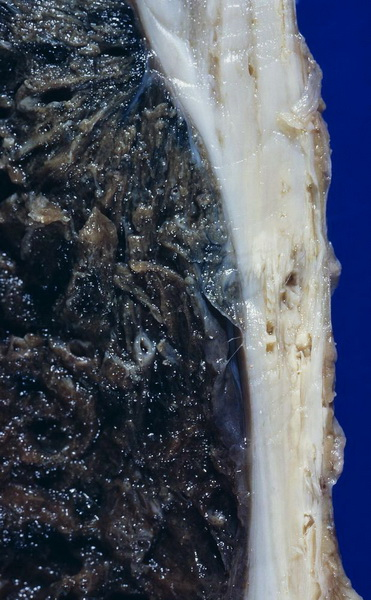
Espécimen de autopsia con fibrosis pleural extensa.

## Tratamiento

### No quirúrgico
El tratamiento conservador se enfoca en la causa subyacente y es adecuado para casos leves. Se recomienda encarecidamente dejar de fumar, ya que el humo del tabaco puede empeorar la fibrosis. En casos graves, puede requerirse ventilación mecánica de soporte si la respiración es insuficiente.
Si el fibrotórax es inducido por medicamentos, se debe suspender su uso. Los alcaloides del ergot, que agravan la fibrosis pleural, deben evitarse. La progresión suele detenerse al suspender el fármaco, aunque la resolución completa es rara. La observación expectante es adecuada en casos leves, y el fibrotórax por tuberculosis, empiema o hemotórax a menudo mejora espontáneamente en un lapso de 3 a 6 meses. Los corticoides se usan comúnmente, pero su eficacia no está bien respaldada.

### Quirúrgico
En casos graves que comprometen la respiración, la corteza fibrosa puede extirparse mediante decorticación. Este procedimiento invasivo conlleva riesgos, incluido un pequeño porcentaje de mortalidad, por lo que suele reservarse para síntomas severos persistentes. La decorticación se considera en pacientes con fribotórax graves y pulmones relativamente sanos, mejorando las probabilidades de éxito. En casos refractarios, como los asociados al asbestosis, puede realizarse una pleurectomía.

## Pronóstico
El fibrotórax secundario a condiciones como pleuritis tuberculosa, empiema o hemotórax agudo suele resolverse espontáneamente de 3 a 6 meses. El pronóstico tras una decorticación varía según la salud pulmonar previa; en pulmones sanos, la capacidad vital puede mejorar, pero en pulmones enfermos, la función puede no recuperarse o incluso empeorar. La duración del fibrotórax no afecta el pronóstico.
La mortalidad quirúrgica es menor al 1 % en general, pero aumenta a un 4
-6 % en ancianos. Factores como complicaciones intraoperatorias, cirugía incompleta, enfermedades pulmonares anteriores al fibrotórax y la asbestosis predicen peores resultados.

## Epidemiología
En la literatura médica apenas se recogen casos esporádicos, por ejemplo, debido a complicaciones iatrogénicas o postoperatorias. El fibrotórax es raro en países desarrollados debido a la baja incidencia de tuberculosis, pero es más común en trabajadores expuestos al asbesto, con un 5-13,5 % desarrollando fibrosis pleural, a veces diagnosticada décadas después de la exposición.